# Gardenia (imię)
Gardenia – angielskie imię żeńskie. Wywodzi się od słowa nazwy tropikalnego kwiatu.
Gardenia imieniny obchodzi 10 maja